# Flandria generosa
De Flandria generosa, oorspronkelijk (tot 1643) bekend onder de naam Genealogia comitum Flandriae, is een handschrifttraditie van kronieken over de geschiedenis van het graafschap Vlaanderen. Het eerste handschrift, nu bekend als Flandria Generosa A, omvat een stamboom van graven van Vlaanderen van 792 tot 1164 plus enkele historische aantekeningen in het Latijn; het werd waarschijnlijk kort na 1164 samengesteld door een onbekende monnik in de Abdij van Sint-Bertinus van de Vlaamse stad Sint-Omaars (nu in het departement Pas-de-Calais). De naam Flandria Generosa werd er in 1643 aan gegeven door monnik Georges Galopin uit de abdij van de stad Saint-Ghislain (Henegouwen), die als eerste dit handschrift in gedrukte vorm uitgaf. Deze Flandria Generosa A werd nog eeuwen daarna gebruikt door historiografen als basistekst voor kroniekschrijving over het graafschap Vlaanderen.
De meeste overgeleverde handschriften in het Middelnederlands zijn prozateksten van het type Flandria Generosa C en staan ook wel bekend als de Excellente Cronike van Vlaenderen. De term Flandria Generosa B beslaat een groep handschriften die grotendeels in het Oudfrans zijn opgesteld, waaronder de Chronique de Flandre, maar ook de Middelnederlandse Rijmkroniek van Vlaanderen, bewaard in het Comburgse handschrift, is een tekst van het type Flandria Generosa B.

## Teksttraditie
De naam Flandria Generosa komt van de titel die Galopin (en later Paquot) in 1643 gaf aan zijn gedrukte uitgave van de Continuatio Gislenensis. Daarna is de naam Flandria Generosa voor de gehele teksttraditie ingeburgerd, ook al is deze frase in geen enkel middeleeuws handschrift te vinden. Veronique Lambert (1988) vatte de situatie als volgt samen: 'Van Flandria Generosa worden verschillende versies onderscheiden. Onder Flandria Generosa A verstaan we de Genealogia comitum Flandriae van 792 tot 1164, alsook de diverse vervolgen erop. Flandria Generosa B neemt de A-versie als basis en compileert deze met andere bronnen. Flandria Generosa C neemt de Continuatio Claromariscensis als basis en breidt deze uit met tal van andere bronnen.' Een algemeen, vereenvoudigd stemma codicum ziet er als volgt uit:
|                                                                          |                                                                          |                                                                          |                                                                          |                                                                          |                                                                          | Genealogia Arnulfi comitis Flandriae (tot 960) |  |                                                                                       |                                                                                       |                                                                                       |                                                                                       |                                                                                       |                                                                                       |  |  |                                                                                         |                                                                                         |                                                                                         |                                                                                         |                                                                                         |                                                                                         |  |  |  |  |  |  |  |  |  |  |  |  |  |  |  |  |  |  |  |  |  |  |
|                                                                          |                                                                          |                                                                          |                                                                          |                                                                          |                                                                          |                                                |  |                                                                                       |                                                                                       |                                                                                       |                                                                                       |                                                                                       |                                                                                       |  |  |                                                                                         |                                                                                         |                                                                                         |                                                                                         |                                                                                         |                                                                                         |  |  |  |  |  |  |  |  |  |  |  |  |  |  |  |  |  |  |  |  |  |  |
|                                                                          |                                                                          |                                                                          |                                                                          |                                                                          |                                                                          | De Arnulfo Comite (tot 1067)                   |  |                                                                                       |                                                                                       |                                                                                       |                                                                                       |                                                                                       |                                                                                       |  |  |                                                                                         |                                                                                         |                                                                                         |                                                                                         |                                                                                         |                                                                                         |  |  |  |  |  |  |  |  |  |  |  |  |  |  |  |  |  |  |  |  |  |  |
|                                                                          |                                                                          |                                                                          |                                                                          |                                                                          |                                                                          |                                                |  |                                                                                       |                                                                                       |                                                                                       |                                                                                       |                                                                                       |                                                                                       |  |  |                                                                                         |                                                                                         |                                                                                         |                                                                                         |                                                                                         |                                                                                         |  |  |  |  |  |  |  |  |  |  |  |  |  |  |  |  |  |  |  |  |  |  |
|                                                                          |                                                                          |                                                                          |                                                                          |                                                                          |                                                                          |                                                |  |                                                                                       |                                                                                       |                                                                                       |                                                                                       |                                                                                       |                                                                                       |  |  |                                                                                         |                                                                                         |                                                                                         |                                                                                         |                                                                                         |                                                                                         |  |  |  |  |  |  |  |  |  |  |  |  |  |  |  |  |  |  |  |  |  |  |
| Genealogia Bertiniana (tot 1111) anoniem                                 | Genealogia Bertiniana (tot 1111) anoniem                                 | Genealogia Bertiniana (tot 1111) anoniem                                 | Genealogia Bertiniana (tot 1111) anoniem                                 | Genealogia Bertiniana (tot 1111) anoniem                                 | Genealogia Bertiniana (tot 1111) anoniem                                 |                                                |  | Genealogia comitum Flandriae (tot 1119) in het Liber floridus Lambert van Sint-Omaars | Genealogia comitum Flandriae (tot 1119) in het Liber floridus Lambert van Sint-Omaars | Genealogia comitum Flandriae (tot 1119) in het Liber floridus Lambert van Sint-Omaars | Genealogia comitum Flandriae (tot 1119) in het Liber floridus Lambert van Sint-Omaars | Genealogia comitum Flandriae (tot 1119) in het Liber floridus Lambert van Sint-Omaars | Genealogia comitum Flandriae (tot 1119) in het Liber floridus Lambert van Sint-Omaars |  |  | "Flandria Generosa A" Genealogia comitum Flandriae (tot 1164) anoniem van Sint-Bertijns | "Flandria Generosa A" Genealogia comitum Flandriae (tot 1164) anoniem van Sint-Bertijns | "Flandria Generosa A" Genealogia comitum Flandriae (tot 1164) anoniem van Sint-Bertijns | "Flandria Generosa A" Genealogia comitum Flandriae (tot 1164) anoniem van Sint-Bertijns | "Flandria Generosa A" Genealogia comitum Flandriae (tot 1164) anoniem van Sint-Bertijns | "Flandria Generosa A" Genealogia comitum Flandriae (tot 1164) anoniem van Sint-Bertijns |  |  |  |  |  |  |  |  |  |  |  |  |  |  |  |  |  |  |  |  |  |  |
| Genealogia Bertiniana (tot 1111) anoniem                                 | Genealogia Bertiniana (tot 1111) anoniem                                 | Genealogia Bertiniana (tot 1111) anoniem                                 | Genealogia Bertiniana (tot 1111) anoniem                                 | Genealogia Bertiniana (tot 1111) anoniem                                 | Genealogia Bertiniana (tot 1111) anoniem                                 |                                                |  | Genealogia comitum Flandriae (tot 1119) in het Liber floridus Lambert van Sint-Omaars | Genealogia comitum Flandriae (tot 1119) in het Liber floridus Lambert van Sint-Omaars | Genealogia comitum Flandriae (tot 1119) in het Liber floridus Lambert van Sint-Omaars | Genealogia comitum Flandriae (tot 1119) in het Liber floridus Lambert van Sint-Omaars | Genealogia comitum Flandriae (tot 1119) in het Liber floridus Lambert van Sint-Omaars | Genealogia comitum Flandriae (tot 1119) in het Liber floridus Lambert van Sint-Omaars |  |  | "Flandria Generosa A" Genealogia comitum Flandriae (tot 1164) anoniem van Sint-Bertijns | "Flandria Generosa A" Genealogia comitum Flandriae (tot 1164) anoniem van Sint-Bertijns | "Flandria Generosa A" Genealogia comitum Flandriae (tot 1164) anoniem van Sint-Bertijns | "Flandria Generosa A" Genealogia comitum Flandriae (tot 1164) anoniem van Sint-Bertijns | "Flandria Generosa A" Genealogia comitum Flandriae (tot 1164) anoniem van Sint-Bertijns | "Flandria Generosa A" Genealogia comitum Flandriae (tot 1164) anoniem van Sint-Bertijns |  |  |  |  |  |  |  |  |  |  |  |  |  |  |  |  |  |  |  |  |  |  |
|                                                                          |                                                                          |                                                                          |                                                                          |                                                                          |                                                                          |                                                |  |                                                                                       |                                                                                       |                                                                                       |                                                                                       |                                                                                       |                                                                                       |  |  |                                                                                         |                                                                                         |                                                                                         |                                                                                         |                                                                                         |                                                                                         |  |  |  |  |  |  |  |  |  |  |  |  |  |  |  |  |  |  |  |  |  |  |
| Continuatio Gislenensis (tot 1206)                                       | Continuatio Gislenensis (tot 1206)                                       | Continuatio Gislenensis (tot 1206)                                       | Continuatio Gislenensis (tot 1206)                                       | Continuatio Gislenensis (tot 1206)                                       | Continuatio Gislenensis (tot 1206)                                       |                                                |  | "Flandria Generosa B" compilatie tot 1164 (c. 1200)                                   | "Flandria Generosa B" compilatie tot 1164 (c. 1200)                                   | "Flandria Generosa B" compilatie tot 1164 (c. 1200)                                   | "Flandria Generosa B" compilatie tot 1164 (c. 1200)                                   | "Flandria Generosa B" compilatie tot 1164 (c. 1200)                                   | "Flandria Generosa B" compilatie tot 1164 (c. 1200)                                   |  |  | Continuatio Claromariscensis (tot 1214) anoniem van Klaarmares                          | Continuatio Claromariscensis (tot 1214) anoniem van Klaarmares                          | Continuatio Claromariscensis (tot 1214) anoniem van Klaarmares                          | Continuatio Claromariscensis (tot 1214) anoniem van Klaarmares                          | Continuatio Claromariscensis (tot 1214) anoniem van Klaarmares                          | Continuatio Claromariscensis (tot 1214) anoniem van Klaarmares                          |  |  |  |  |  |  |  |  |  |  |  |  |  |  |  |  |  |  |  |  |  |  |
| Continuatio Gislenensis (tot 1206)                                       | Continuatio Gislenensis (tot 1206)                                       | Continuatio Gislenensis (tot 1206)                                       | Continuatio Gislenensis (tot 1206)                                       | Continuatio Gislenensis (tot 1206)                                       | Continuatio Gislenensis (tot 1206)                                       |                                                |  | "Flandria Generosa B" compilatie tot 1164 (c. 1200)                                   | "Flandria Generosa B" compilatie tot 1164 (c. 1200)                                   | "Flandria Generosa B" compilatie tot 1164 (c. 1200)                                   | "Flandria Generosa B" compilatie tot 1164 (c. 1200)                                   | "Flandria Generosa B" compilatie tot 1164 (c. 1200)                                   | "Flandria Generosa B" compilatie tot 1164 (c. 1200)                                   |  |  | Continuatio Claromariscensis (tot 1214) anoniem van Klaarmares                          | Continuatio Claromariscensis (tot 1214) anoniem van Klaarmares                          | Continuatio Claromariscensis (tot 1214) anoniem van Klaarmares                          | Continuatio Claromariscensis (tot 1214) anoniem van Klaarmares                          | Continuatio Claromariscensis (tot 1214) anoniem van Klaarmares                          | Continuatio Claromariscensis (tot 1214) anoniem van Klaarmares                          |  |  |  |  |  |  |  |  |  |  |  |  |  |  |  |  |  |  |  |  |  |  |
| Flandria Generosa, seu... (Georges Galopin 1643) naamgever teksttraditie | Flandria Generosa, seu... (Georges Galopin 1643) naamgever teksttraditie | Flandria Generosa, seu... (Georges Galopin 1643) naamgever teksttraditie | Flandria Generosa, seu... (Georges Galopin 1643) naamgever teksttraditie | Flandria Generosa, seu... (Georges Galopin 1643) naamgever teksttraditie | Flandria Generosa, seu... (Georges Galopin 1643) naamgever teksttraditie |                                                |  | Li générations... des contes de Flandres vertaling c. 1225–1250                       | Li générations... des contes de Flandres vertaling c. 1225–1250                       | Li générations... des contes de Flandres vertaling c. 1225–1250                       | Li générations... des contes de Flandres vertaling c. 1225–1250                       | Li générations... des contes de Flandres vertaling c. 1225–1250                       | Li générations... des contes de Flandres vertaling c. 1225–1250                       |  |  | "Flandria Generosa C" Catalogus et chronica... Flandriae tot 1411/23; Brugge            | "Flandria Generosa C" Catalogus et chronica... Flandriae tot 1411/23; Brugge            | "Flandria Generosa C" Catalogus et chronica... Flandriae tot 1411/23; Brugge            | "Flandria Generosa C" Catalogus et chronica... Flandriae tot 1411/23; Brugge            | "Flandria Generosa C" Catalogus et chronica... Flandriae tot 1411/23; Brugge            | "Flandria Generosa C" Catalogus et chronica... Flandriae tot 1411/23; Brugge            |  |  |  |  |  |  |  |  |  |  |  |  |  |  |  |  |  |  |  |  |  |  |
| Flandria Generosa, seu... (Georges Galopin 1643) naamgever teksttraditie | Flandria Generosa, seu... (Georges Galopin 1643) naamgever teksttraditie | Flandria Generosa, seu... (Georges Galopin 1643) naamgever teksttraditie | Flandria Generosa, seu... (Georges Galopin 1643) naamgever teksttraditie | Flandria Generosa, seu... (Georges Galopin 1643) naamgever teksttraditie | Flandria Generosa, seu... (Georges Galopin 1643) naamgever teksttraditie |                                                |  | Li générations... des contes de Flandres vertaling c. 1225–1250                       | Li générations... des contes de Flandres vertaling c. 1225–1250                       | Li générations... des contes de Flandres vertaling c. 1225–1250                       | Li générations... des contes de Flandres vertaling c. 1225–1250                       | Li générations... des contes de Flandres vertaling c. 1225–1250                       | Li générations... des contes de Flandres vertaling c. 1225–1250                       |  |  | "Flandria Generosa C" Catalogus et chronica... Flandriae tot 1411/23; Brugge            | "Flandria Generosa C" Catalogus et chronica... Flandriae tot 1411/23; Brugge            | "Flandria Generosa C" Catalogus et chronica... Flandriae tot 1411/23; Brugge            | "Flandria Generosa C" Catalogus et chronica... Flandriae tot 1411/23; Brugge            | "Flandria Generosa C" Catalogus et chronica... Flandriae tot 1411/23; Brugge            | "Flandria Generosa C" Catalogus et chronica... Flandriae tot 1411/23; Brugge            |  |  |  |  |  |  |  |  |  |  |  |  |  |  |  |  |  |  |  |  |  |  |
|                                                                          |                                                                          |                                                                          |                                                                          |                                                                          |                                                                          |                                                |  |                                                                                       |                                                                                       |                                                                                       |                                                                                       |                                                                                       |                                                                                       |  |  |                                                                                         |                                                                                         |                                                                                         |                                                                                         |                                                                                         |                                                                                         |  |  |  |  |  |  |  |  |  |  |  |  |  |  |  |  |  |  |  |  |  |  |
| andere A-handschriften, meestal in het Latijn                            | andere A-handschriften, meestal in het Latijn                            | andere A-handschriften, meestal in het Latijn                            | andere A-handschriften, meestal in het Latijn                            | andere A-handschriften, meestal in het Latijn                            | andere A-handschriften, meestal in het Latijn                            |                                                |  | andere B-handschriften, meestal in het Oudfrans                                       | andere B-handschriften, meestal in het Oudfrans                                       | andere B-handschriften, meestal in het Oudfrans                                       | andere B-handschriften, meestal in het Oudfrans                                       | andere B-handschriften, meestal in het Oudfrans                                       | andere B-handschriften, meestal in het Oudfrans                                       |  |  | andere C-handschriften, meestal in het Middelnederlands                                 | andere C-handschriften, meestal in het Middelnederlands                                 | andere C-handschriften, meestal in het Middelnederlands                                 | andere C-handschriften, meestal in het Middelnederlands                                 | andere C-handschriften, meestal in het Middelnederlands                                 | andere C-handschriften, meestal in het Middelnederlands                                 |  |  |  |  |  |  |  |  |  |  |  |  |  |  |  |  |  |  |  |  |  |  |

## Flandria GenerosaA
De Flandria Generosa A is het eerste document over de geschiedenis van Vlaanderen dat significant meer dan alleen genealogische informatie levert, al bouwt het voort op oudere genealogieën uit de 10e, 11e en begin 12e eeuw. De eerste voorgangers was de Genealogia Arnulfi comitis Flandriae (of Genealogiae Arnulfi comitis Flandrensis; 10e eeuw). Deze werd in de 11e eeuw aangevuld in de Gentse Sint-Pietersabdij onder de titel De Arnulfo Comite. Deze werd vervolgens in de 12e eeuw aangevuld tot graaf Robrecht II en staat bekend als de Genealogia Bertiniana, die Lambert van Sint-Omaars dan weer aanvulde onder de naam Genealogia comitum Flandrensium (of Genealogia comitum Flandriae). Een anonieme monnik van Sint-Bertijns schreef onder dezelfde titel in 1164 een genealogie met voor het eerst ook veel historische, niet-genealogische informatie. Het is deze anonieme Sint-Bertijnse kroniek van 1164 die in 1643 door Galopin werd uitgegeven onder de titel Flandria Generosa, waarmee deze literaire traditie aan zijn naam kwam.
De genealogie van de Flandria generosa A begint in 792 met het verhaal over "Liederik van Harelbeke" (zie ook woudmeesterslegende) en eindigt bij 1164. Handschrift 746 van Bibliothèque Municipale Sint-Omaars gold lang als "autograaf" van Flandria Generosa A, maar Lambert (1988) betwijfelde dat, aangezien de scribent duidelijk bezig was met de tekst van een ander te kopiëren (en daarbij tal van slordige fouten maakte) in plaats van zelf een nieuwe tekst op schrift te stellen. Het bestaat met name uit gegevens over de graven van Vlaanderen. De naam van het handschrift wordt ook wel als Flandria Generosa A gegeven, daar latere schrijvers de genealogie niet alleen veelvuldig overschreven, maar, deels vanuit andere bronnen, ook aanvulden, tot aan de 16e eeuw. Handschrift Brussel KB 21887 is waarschijnlijk een directe kopie van Sint-Omaars 746, aangezien alle tussenvoegingen van 746 in de lopende tekst van 21887 werden opgenomen. Anderzijds schreef de kopiist een sterk afwijkende tekst over de verschillende echtgenoten van Laurentia of Laureta van Vlaanderen en vergiste zich meermaals bij het voluit schrijven van Latijnse jaartallen.

## Flandria GenerosaB
| \| \| \| \| \| Walter van Terwaan \| Walter van Terwaan \| Walter van Terwaan \| Walter van Terwaan \| Walter van Terwaan \| Walter van Terwaan \| \| \| \| \| \| \| Flandria Generosa A autograaf (verloren) c.1164 St-Bertijns \| Flandria Generosa A autograaf (verloren) c.1164 St-Bertijns \| Flandria Generosa A autograaf (verloren) c.1164 St-Bertijns \| Flandria Generosa A autograaf (verloren) c.1164 St-Bertijns \| Flandria Generosa A autograaf (verloren) c.1164 St-Bertijns \| Flandria Generosa A autograaf (verloren) c.1164 St-Bertijns \| \| \| \| \| \| \| Lambert van Sint- Omaars \| Lambert van Sint- Omaars \| Lambert van Sint- Omaars \| Lambert van Sint- Omaars \| Lambert van Sint- Omaars \| Lambert van Sint- Omaars \| \| \| \| \| \| \| \| \| \| \| \| \| \| \| \| \| \| \| \| \| \| \| \| \| \| \| \| \| \| \| \| \| \| \| \| Walter van Terwaan \| Walter van Terwaan \| Walter van Terwaan \| Walter van Terwaan \| Walter van Terwaan \| Walter van Terwaan \| \| \| \| \| \| \| Flandria Generosa A autograaf (verloren) c.1164 St-Bertijns \| Flandria Generosa A autograaf (verloren) c.1164 St-Bertijns \| Flandria Generosa A autograaf (verloren) c.1164 St-Bertijns \| Flandria Generosa A autograaf (verloren) c.1164 St-Bertijns \| Flandria Generosa A autograaf (verloren) c.1164 St-Bertijns \| Flandria Generosa A autograaf (verloren) c.1164 St-Bertijns \| \| \| \| \| \| \| Lambert van Sint- Omaars \| Lambert van Sint- Omaars \| Lambert van Sint- Omaars \| Lambert van Sint- Omaars \| Lambert van Sint- Omaars \| Lambert van Sint- Omaars \| \| \| \| \| \| \| \| \| \| \| \| \| \| \| \| \| \| \| \| \| \| \| \| \| \| \| \| \| \| \| \| Herman van Doornik \| Herman van Doornik \| Herman van Doornik \| Herman van Doornik \| Herman van Doornik \| Herman van Doornik \| \| \| Sigisbert van Gembloers \| Sigisbert van Gembloers \| Sigisbert van Gembloers \| Sigisbert van Gembloers \| Sigisbert van Gembloers \| Sigisbert van Gembloers \| \| \| St-Omaars BM 746 kopie autograaf c.1164/8 St-Bertijns \| St-Omaars BM 746 kopie autograaf c.1164/8 St-Bertijns \| St-Omaars BM 746 kopie autograaf c.1164/8 St-Bertijns \| St-Omaars BM 746 kopie autograaf c.1164/8 St-Bertijns \| St-Omaars BM 746 kopie autograaf c.1164/8 St-Bertijns \| St-Omaars BM 746 kopie autograaf c.1164/8 St-Bertijns \| \| \| Tomelli hist. mon. Hasnon. \| Tomelli hist. mon. Hasnon. \| Tomelli hist. mon. Hasnon. \| Tomelli hist. mon. Hasnon. \| Tomelli hist. mon. Hasnon. \| Tomelli hist. mon. Hasnon. \| \| \| Andreas van Marchiennes \| Andreas van Marchiennes \| Andreas van Marchiennes \| Andreas van Marchiennes \| Andreas van Marchiennes \| Andreas van Marchiennes \| \| \| \| \| \| \| \| \| \| \| \| \| \| \| \| \| \| \| \| \| \| \| \| \| \| \| \| Herman van Doornik \| Herman van Doornik \| Herman van Doornik \| Herman van Doornik \| Herman van Doornik \| Herman van Doornik \| \| \| Sigisbert van Gembloers \| Sigisbert van Gembloers \| Sigisbert van Gembloers \| Sigisbert van Gembloers \| Sigisbert van Gembloers \| Sigisbert van Gembloers \| \| \| St-Omaars BM 746 kopie autograaf c.1164/8 St-Bertijns \| St-Omaars BM 746 kopie autograaf c.1164/8 St-Bertijns \| St-Omaars BM 746 kopie autograaf c.1164/8 St-Bertijns \| St-Omaars BM 746 kopie autograaf c.1164/8 St-Bertijns \| St-Omaars BM 746 kopie autograaf c.1164/8 St-Bertijns \| St-Omaars BM 746 kopie autograaf c.1164/8 St-Bertijns \| \| \| Tomelli hist. mon. Hasnon. \| Tomelli hist. mon. Hasnon. \| Tomelli hist. mon. Hasnon. \| Tomelli hist. mon. Hasnon. \| Tomelli hist. mon. Hasnon. \| Tomelli hist. mon. Hasnon. \| \| \| Andreas van Marchiennes \| Andreas van Marchiennes \| Andreas van Marchiennes \| Andreas van Marchiennes \| Andreas van Marchiennes \| Andreas van Marchiennes \| \| \| \| \| \| \| \| \| \| \| \| \| \| \| \| \| \| \| \| \| \| \| \| \| \| \| \| \| \| \| \| \| \| \| \| \| \| \| \| \| \| \| \| \| \| \| \| \| \| \| \| \| \| \| \| \| \| \| \| \| \| \| \| \| \| \| \| \| \| \| \| \| \| \| \| \| \| \| \| \| \| \| \| \| \| \| \| \| \| \| \| \| \| \| \| \| \| \| \| \| \| \| \| \| \| \| \| \| \| \| \| \| \| \| \| \| \| \| \| \| \| \| \| \| \| \| \| \| \| \| \| \| \| \| \| \| \| \| \| \| \| \| \| \| \| \| \| \| \| \| \| \| \| \| \| \| \| \| \| \| \| \| \| \| \| \| \| \| \| \| \| \| \| \| \| \| \| \| \| \| \| \| \| \| \| \| \| \| \| \| \| \| \| \| \| \| \| \| \| \| \| \| \| \| \| \| \| \| \| \| \| \| \| \| \| \| \| \| \| \| \| \| \| \| \| \| \| \| \| \| Doornik SB 135 ingekorte A/B? (verloren 1940) \| Doornik SB 135 ingekorte A/B? (verloren 1940) \| Doornik SB 135 ingekorte A/B? (verloren 1940) \| Doornik SB 135 ingekorte A/B? (verloren 1940) \| Doornik SB 135 ingekorte A/B? (verloren 1940) \| Doornik SB 135 ingekorte A/B? (verloren 1940) \| \| \| Flandria Generosa B compilatie tot 1164 c.1200; verloren \| Flandria Generosa B compilatie tot 1164 c.1200; verloren \| Flandria Generosa B compilatie tot 1164 c.1200; verloren \| Flandria Generosa B compilatie tot 1164 c.1200; verloren \| Flandria Generosa B compilatie tot 1164 c.1200; verloren \| Flandria Generosa B compilatie tot 1164 c.1200; verloren \| \| \| \| \| \| \| Continuatio Claromariscensis tot 1214 \| Continuatio Claromariscensis tot 1214 \| Continuatio Claromariscensis tot 1214 \| Continuatio Claromariscensis tot 1214 \| Continuatio Claromariscensis tot 1214 \| Continuatio Claromariscensis tot 1214 \| \| \| \| \| \| \| \| \| \| \| \| \| \| \| \| \| \| \| \| \| \| \| \| \| \| \| \| \| \| \| \| \| \| \| \| \| \| \| \| Doornik SB 135 ingekorte A/B? (verloren 1940) \| Doornik SB 135 ingekorte A/B? (verloren 1940) \| Doornik SB 135 ingekorte A/B? (verloren 1940) \| Doornik SB 135 ingekorte A/B? (verloren 1940) \| Doornik SB 135 ingekorte A/B? (verloren 1940) \| Doornik SB 135 ingekorte A/B? (verloren 1940) \| \| \| Flandria Generosa B compilatie tot 1164 c.1200; verloren \| Flandria Generosa B compilatie tot 1164 c.1200; verloren \| Flandria Generosa B compilatie tot 1164 c.1200; verloren \| Flandria Generosa B compilatie tot 1164 c.1200; verloren \| Flandria Generosa B compilatie tot 1164 c.1200; verloren \| Flandria Generosa B compilatie tot 1164 c.1200; verloren \| \| \| \| \| \| \| Continuatio Claromariscensis tot 1214 \| Continuatio Claromariscensis tot 1214 \| Continuatio Claromariscensis tot 1214 \| Continuatio Claromariscensis tot 1214 \| Continuatio Claromariscensis tot 1214 \| Continuatio Claromariscensis tot 1214 \| \| \| \| \| \| \| \| \| \| \| \| \| \| \| \| \| \| \| \| \| \| \| \| \| \| \| \| \| \| \| \| \| \| \| \| \| \| \| \| \| \| \| \| \| \| \| \| \| \| \| \| \| \| \| \| \| \| \| \| \| \| \| \| \| \| \| \| \| \| \| \| \| \| \| \| \| \| \| \| \| \| \| \| \| \| \| \| \| \| \| \| \| \| \| \| \| \| \| \| \| \| \| \| \| \| \| \| \| \| \| \| \| \| \| \| \| \| \| \| \| \| \| \| \| \| \| \| \| \| \| \| \| \| \| \| \| \| \| \| \| \| \| \| \| \| \| \| \| \| \| \| \| \| \| \| \| \| \| \| \| \| \| \| \| \| \| \| \| \| \| \| \| \| (ingekorte Flandria Generosa B c. 1210; verloren) \| (ingekorte Flandria Generosa B c. 1210; verloren) \| (ingekorte Flandria Generosa B c. 1210; verloren) \| (ingekorte Flandria Generosa B c. 1210; verloren) \| (ingekorte Flandria Generosa B c. 1210; verloren) \| (ingekorte Flandria Generosa B c. 1210; verloren) \| \| \| Brussel KB 6410 tot 1164 kopie 15e eeuw \| Brussel KB 6410 tot 1164 kopie 15e eeuw \| Brussel KB 6410 tot 1164 kopie 15e eeuw \| Brussel KB 6410 tot 1164 kopie 15e eeuw \| Brussel KB 6410 tot 1164 kopie 15e eeuw \| Brussel KB 6410 tot 1164 kopie 15e eeuw \| \| \| Continuatio Claromariscensis tot 1329 \| Continuatio Claromariscensis tot 1329 \| Continuatio Claromariscensis tot 1329 \| Continuatio Claromariscensis tot 1329 \| Continuatio Claromariscensis tot 1329 \| Continuatio Claromariscensis tot 1329 \| \| \| \| \| \| \| \| \| \| \| \| \| \| \| \| \| \| \| \| \| \| \| \| \| \| \| \| \| \| \| \| \| \| \| \| \| \| \| \| \| \| \| \| (ingekorte Flandria Generosa B c. 1210; verloren) \| (ingekorte Flandria Generosa B c. 1210; verloren) \| (ingekorte Flandria Generosa B c. 1210; verloren) \| (ingekorte Flandria Generosa B c. 1210; verloren) \| (ingekorte Flandria Generosa B c. 1210; verloren) \| (ingekorte Flandria Generosa B c. 1210; verloren) \| \| \| Brussel KB 6410 tot 1164 kopie 15e eeuw \| Brussel KB 6410 tot 1164 kopie 15e eeuw \| Brussel KB 6410 tot 1164 kopie 15e eeuw \| Brussel KB 6410 tot 1164 kopie 15e eeuw \| Brussel KB 6410 tot 1164 kopie 15e eeuw \| Brussel KB 6410 tot 1164 kopie 15e eeuw \| \| \| Continuatio Claromariscensis tot 1329 \| Continuatio Claromariscensis tot 1329 \| Continuatio Claromariscensis tot 1329 \| Continuatio Claromariscensis tot 1329 \| Continuatio Claromariscensis tot 1329 \| Continuatio Claromariscensis tot 1329 \| \| \| \| \| \| \| \| \| \| \| \| \| \| \| \| \| \| \| \| \| \| \| \| \| \| \| \| \| \| \| \| \| \| \| \| \| \| \| \| \| \| \| \| \| \| \| \| \| \| \| \| \| \| \| \| \| \| \| \| \| \| \| \| \| \| \| \| \| \| \| \| \| \| \| \| \| \| \| \| \| \| \| \| \| \| \| \| \| \| \| \| \| \| \| \| \| \| \| \| \| \| \| \| \| Li générations... contes de Flandres Parijs BnF fr. 12203 vertaling c. 1225 \| Li générations... contes de Flandres Parijs BnF fr. 12203 vertaling c. 1225 \| Li générations... contes de Flandres Parijs BnF fr. 12203 vertaling c. 1225 \| Li générations... contes de Flandres Parijs BnF fr. 12203 vertaling c. 1225 \| Li générations... contes de Flandres Parijs BnF fr. 12203 vertaling c. 1225 \| Li générations... contes de Flandres Parijs BnF fr. 12203 vertaling c. 1225 \| \| \| Li générations... comtes de Flandres Brussel KB 9568 vertaling c. 1350 \| Li générations... comtes de Flandres Brussel KB 9568 vertaling c. 1350 \| Li générations... comtes de Flandres Brussel KB 9568 vertaling c. 1350 \| Li générations... comtes de Flandres Brussel KB 9568 vertaling c. 1350 \| Li générations... comtes de Flandres Brussel KB 9568 vertaling c. 1350 \| Li générations... comtes de Flandres Brussel KB 9568 vertaling c. 1350 \| \| \| \| \| \| \| \| \| \| \| \| \| \| \| \| \| \| \| \| \| \| \| \| \| \| \| \| \| \| \| \| \| \| \| \| \| \| \| \| \| \| \| \| \| \| \| \| \| \| \| \| Li générations... contes de Flandres Parijs BnF fr. 12203 vertaling c. 1225 \| Li générations... contes de Flandres Parijs BnF fr. 12203 vertaling c. 1225 \| Li générations... contes de Flandres Parijs BnF fr. 12203 vertaling c. 1225 \| Li générations... contes de Flandres Parijs BnF fr. 12203 vertaling c. 1225 \| Li générations... contes de Flandres Parijs BnF fr. 12203 vertaling c. 1225 \| Li générations... contes de Flandres Parijs BnF fr. 12203 vertaling c. 1225 \| \| \| Li générations... comtes de Flandres Brussel KB 9568 vertaling c. 1350 \| Li générations... comtes de Flandres Brussel KB 9568 vertaling c. 1350 \| Li générations... comtes de Flandres Brussel KB 9568 vertaling c. 1350 \| Li générations... comtes de Flandres Brussel KB 9568 vertaling c. 1350 \| Li générations... comtes de Flandres Brussel KB 9568 vertaling c. 1350 \| Li générations... comtes de Flandres Brussel KB 9568 vertaling c. 1350 \| \| \| \| \| \| \| \| \| \| \| \| \| \| \| \| \| \| \| \| \| \| \| \| \| \| \| \| \| \| \| \| \| \| \| \| \| \| \| \| \| \| \| \| \| \| \| \| \| \| \| \| \| \| \| \| \| \| \| \| \| \| \| \| \| \| \| \| \| \| \| \| \| \| \| \| \| \| \| \| \| \| \| \| \| \| \| \| \| \| \| \| \| \| \| \| \| \| \| \| \| \| \| \| \| \| \| \| \| \| \| \| \| Chronique de Flandre tot 1128; andere bronnen tot 1342 c. 1350 St-Omaars \| Chronique de Flandre tot 1128; andere bronnen tot 1342 c. 1350 St-Omaars \| Chronique de Flandre tot 1128; andere bronnen tot 1342 c. 1350 St-Omaars \| Chronique de Flandre tot 1128; andere bronnen tot 1342 c. 1350 St-Omaars \| Chronique de Flandre tot 1128; andere bronnen tot 1342 c. 1350 St-Omaars \| Chronique de Flandre tot 1128; andere bronnen tot 1342 c. 1350 St-Omaars \| \| \| Rijmkroniek van Vlaanderen tot 1329; andere bronnen tot 1404; c. 1410 Gent \| Rijmkroniek van Vlaanderen tot 1329; andere bronnen tot 1404; c. 1410 Gent \| Rijmkroniek van Vlaanderen tot 1329; andere bronnen tot 1404; c. 1410 Gent \| Rijmkroniek van Vlaanderen tot 1329; andere bronnen tot 1404; c. 1410 Gent \| Rijmkroniek van Vlaanderen tot 1329; andere bronnen tot 1404; c. 1410 Gent \| Rijmkroniek van Vlaanderen tot 1329; andere bronnen tot 1404; c. 1410 Gent \| \| \| \| \| \| \| \| \| \| \| Flandria Generosa C Catalogus et chronica... comitum Flandriae tot 1411/23; Brugge \| Flandria Generosa C Catalogus et chronica... comitum Flandriae tot 1411/23; Brugge \| Flandria Generosa C Catalogus et chronica... comitum Flandriae tot 1411/23; Brugge \| Flandria Generosa C Catalogus et chronica... comitum Flandriae tot 1411/23; Brugge \| Flandria Generosa C Catalogus et chronica... comitum Flandriae tot 1411/23; Brugge \| Flandria Generosa C Catalogus et chronica... comitum Flandriae tot 1411/23; Brugge \| \| \| \| \| \| \| \| \| \| \| \| \| \| \| \| \| \| \| \| \| \| \| \| \| \| \| \| \| \| \| ■ Flandria Generosa A ■ Flandria Generosa A + Continuatio Claromariscensis ■ Flandria Generosa B ■ Flandria Generosa B + andere (Oudfranse) bronnen tot 14e eeuw ■ Flandria Generosa B + Continuatio Claromariscensis + andere bronnen tot 15e eeuw ■ Flandria Generosa C |                    |                    |                    |                                                                          |                                                                          |                                                                          |                                                                          |                                                                             |                                                                             |                                                                             |                                                                             |                                                                             |                                                                             |                                                                            |                                                                            |                                                                            |                                                                            |                                                                        |                                                                        |                                                                        |                                                                        |                                         |                                         |                                         |                                         |                            |                            |                                                                                    |                                                                                    |                                                                                    |                                                                                    |                                                                                    |                                                                                    |                         |                         |                         |                         |  |  |  |  |  |  |  |  |  |  |  |  |  |  |  |  |  |  |  |  |  |  |  |  |  |  |
| |                    |                    |                    | Walter van Terwaan                                                       | Walter van Terwaan                                                       | Walter van Terwaan                                                       | Walter van Terwaan                                                       | Walter van Terwaan                                                          | Walter van Terwaan                                                          |                                                                             |                                                                             |                                                                             |                                                                             |                                                                            |                                                                            | Flandria Generosa A autograaf (verloren) c.1164 St-Bertijns                | Flandria Generosa A autograaf (verloren) c.1164 St-Bertijns                | Flandria Generosa A autograaf (verloren) c.1164 St-Bertijns            | Flandria Generosa A autograaf (verloren) c.1164 St-Bertijns            | Flandria Generosa A autograaf (verloren) c.1164 St-Bertijns            | Flandria Generosa A autograaf (verloren) c.1164 St-Bertijns            |                                         |                                         |                                         |                                         |                            |                            | Lambert van Sint- Omaars                                                           | Lambert van Sint- Omaars                                                           | Lambert van Sint- Omaars                                                           | Lambert van Sint- Omaars                                                           | Lambert van Sint- Omaars                                                           | Lambert van Sint- Omaars                                                           |                         |                         |                         |                         |  |  |  |  |  |  |  |  |  |  |  |  |  |  |  |  |  |  |  |  |  |  |  |  |  |  |
| |                    |                    |                    | Walter van Terwaan                                                       | Walter van Terwaan                                                       | Walter van Terwaan                                                       | Walter van Terwaan                                                       | Walter van Terwaan                                                          | Walter van Terwaan                                                          |                                                                             |                                                                             |                                                                             |                                                                             |                                                                            |                                                                            | Flandria Generosa A autograaf (verloren) c.1164 St-Bertijns                | Flandria Generosa A autograaf (verloren) c.1164 St-Bertijns                | Flandria Generosa A autograaf (verloren) c.1164 St-Bertijns            | Flandria Generosa A autograaf (verloren) c.1164 St-Bertijns            | Flandria Generosa A autograaf (verloren) c.1164 St-Bertijns            | Flandria Generosa A autograaf (verloren) c.1164 St-Bertijns            |                                         |                                         |                                         |                                         |                            |                            | Lambert van Sint- Omaars                                                           | Lambert van Sint- Omaars                                                           | Lambert van Sint- Omaars                                                           | Lambert van Sint- Omaars                                                           | Lambert van Sint- Omaars                                                           | Lambert van Sint- Omaars                                                           |                         |                         |                         |                         |  |  |  |  |  |  |  |  |  |  |  |  |  |  |  |  |  |  |  |  |  |  |  |  |  |  |
| Herman van Doornik | Herman van Doornik | Herman van Doornik | Herman van Doornik | Herman van Doornik                                                       | Herman van Doornik                                                       |                                                                          |                                                                          | Sigisbert van Gembloers                                                     | Sigisbert van Gembloers                                                     | Sigisbert van Gembloers                                                     | Sigisbert van Gembloers                                                     | Sigisbert van Gembloers                                                     | Sigisbert van Gembloers                                                     |                                                                            |                                                                            | St-Omaars BM 746 kopie autograaf c.1164/8 St-Bertijns                      | St-Omaars BM 746 kopie autograaf c.1164/8 St-Bertijns                      | St-Omaars BM 746 kopie autograaf c.1164/8 St-Bertijns                  | St-Omaars BM 746 kopie autograaf c.1164/8 St-Bertijns                  | St-Omaars BM 746 kopie autograaf c.1164/8 St-Bertijns                  | St-Omaars BM 746 kopie autograaf c.1164/8 St-Bertijns                  |                                         |                                         | Tomelli hist. mon. Hasnon.              | Tomelli hist. mon. Hasnon.              | Tomelli hist. mon. Hasnon. | Tomelli hist. mon. Hasnon. | Tomelli hist. mon. Hasnon.                                                         | Tomelli hist. mon. Hasnon.                                                         |                                                                                    |                                                                                    | Andreas van Marchiennes                                                            | Andreas van Marchiennes                                                            | Andreas van Marchiennes | Andreas van Marchiennes | Andreas van Marchiennes | Andreas van Marchiennes |  |  |  |  |  |  |  |  |  |  |  |  |  |  |  |  |  |  |  |  |  |  |  |  |  |  |
| Herman van Doornik | Herman van Doornik | Herman van Doornik | Herman van Doornik | Herman van Doornik                                                       | Herman van Doornik                                                       |                                                                          |                                                                          | Sigisbert van Gembloers                                                     | Sigisbert van Gembloers                                                     | Sigisbert van Gembloers                                                     | Sigisbert van Gembloers                                                     | Sigisbert van Gembloers                                                     | Sigisbert van Gembloers                                                     |                                                                            |                                                                            | St-Omaars BM 746 kopie autograaf c.1164/8 St-Bertijns                      | St-Omaars BM 746 kopie autograaf c.1164/8 St-Bertijns                      | St-Omaars BM 746 kopie autograaf c.1164/8 St-Bertijns                  | St-Omaars BM 746 kopie autograaf c.1164/8 St-Bertijns                  | St-Omaars BM 746 kopie autograaf c.1164/8 St-Bertijns                  | St-Omaars BM 746 kopie autograaf c.1164/8 St-Bertijns                  |                                         |                                         | Tomelli hist. mon. Hasnon.              | Tomelli hist. mon. Hasnon.              | Tomelli hist. mon. Hasnon. | Tomelli hist. mon. Hasnon. | Tomelli hist. mon. Hasnon.                                                         | Tomelli hist. mon. Hasnon.                                                         |                                                                                    |                                                                                    | Andreas van Marchiennes                                                            | Andreas van Marchiennes                                                            | Andreas van Marchiennes | Andreas van Marchiennes | Andreas van Marchiennes | Andreas van Marchiennes |  |  |  |  |  |  |  |  |  |  |  |  |  |  |  |  |  |  |  |  |  |  |  |  |  |  |
| |                    |                    |                    |                                                                          |                                                                          |                                                                          |                                                                          |                                                                             |                                                                             |                                                                             |                                                                             |                                                                             |                                                                             |                                                                            |                                                                            |                                                                            |                                                                            |                                                                        |                                                                        |                                                                        |                                                                        |                                         |                                         |                                         |                                         |                            |                            |                                                                                    |                                                                                    |                                                                                    |                                                                                    |                                                                                    |                                                                                    |                         |                         |                         |                         |  |  |  |  |  |  |  |  |  |  |  |  |  |  |  |  |  |  |  |  |  |  |  |  |  |  |
| |                    |                    |                    |                                                                          |                                                                          |                                                                          |                                                                          |                                                                             |                                                                             |                                                                             |                                                                             |                                                                             |                                                                             |                                                                            |                                                                            |                                                                            |                                                                            |                                                                        |                                                                        |                                                                        |                                                                        |                                         |                                         |                                         |                                         |                            |                            |                                                                                    |                                                                                    |                                                                                    |                                                                                    |                                                                                    |                                                                                    |                         |                         |                         |                         |  |  |  |  |  |  |  |  |  |  |  |  |  |  |  |  |  |  |  |  |  |  |  |  |  |  |
| |                    |                    |                    |                                                                          |                                                                          |                                                                          |                                                                          |                                                                             |                                                                             |                                                                             |                                                                             |                                                                             |                                                                             |                                                                            |                                                                            |                                                                            |                                                                            |                                                                        |                                                                        |                                                                        |                                                                        |                                         |                                         |                                         |                                         |                            |                            |                                                                                    |                                                                                    |                                                                                    |                                                                                    |                                                                                    |                                                                                    |                         |                         |                         |                         |  |  |  |  |  |  |  |  |  |  |  |  |  |  |  |  |  |  |  |  |  |  |  |  |  |  |
| |                    |                    |                    |                                                                          |                                                                          |                                                                          |                                                                          | Doornik SB 135 ingekorte A/B? (verloren 1940)                               | Doornik SB 135 ingekorte A/B? (verloren 1940)                               | Doornik SB 135 ingekorte A/B? (verloren 1940)                               | Doornik SB 135 ingekorte A/B? (verloren 1940)                               | Doornik SB 135 ingekorte A/B? (verloren 1940)                               | Doornik SB 135 ingekorte A/B? (verloren 1940)                               |                                                                            |                                                                            | Flandria Generosa B compilatie tot 1164 c.1200; verloren                   | Flandria Generosa B compilatie tot 1164 c.1200; verloren                   | Flandria Generosa B compilatie tot 1164 c.1200; verloren               | Flandria Generosa B compilatie tot 1164 c.1200; verloren               | Flandria Generosa B compilatie tot 1164 c.1200; verloren               | Flandria Generosa B compilatie tot 1164 c.1200; verloren               |                                         |                                         |                                         |                                         |                            |                            | Continuatio Claromariscensis tot 1214                                              | Continuatio Claromariscensis tot 1214                                              | Continuatio Claromariscensis tot 1214                                              | Continuatio Claromariscensis tot 1214                                              | Continuatio Claromariscensis tot 1214                                              | Continuatio Claromariscensis tot 1214                                              |                         |                         |                         |                         |  |  |  |  |  |  |  |  |  |  |  |  |  |  |  |  |  |  |  |  |  |  |  |  |  |  |
| |                    |                    |                    |                                                                          |                                                                          |                                                                          |                                                                          | Doornik SB 135 ingekorte A/B? (verloren 1940)                               | Doornik SB 135 ingekorte A/B? (verloren 1940)                               | Doornik SB 135 ingekorte A/B? (verloren 1940)                               | Doornik SB 135 ingekorte A/B? (verloren 1940)                               | Doornik SB 135 ingekorte A/B? (verloren 1940)                               | Doornik SB 135 ingekorte A/B? (verloren 1940)                               |                                                                            |                                                                            | Flandria Generosa B compilatie tot 1164 c.1200; verloren                   | Flandria Generosa B compilatie tot 1164 c.1200; verloren                   | Flandria Generosa B compilatie tot 1164 c.1200; verloren               | Flandria Generosa B compilatie tot 1164 c.1200; verloren               | Flandria Generosa B compilatie tot 1164 c.1200; verloren               | Flandria Generosa B compilatie tot 1164 c.1200; verloren               |                                         |                                         |                                         |                                         |                            |                            | Continuatio Claromariscensis tot 1214                                              | Continuatio Claromariscensis tot 1214                                              | Continuatio Claromariscensis tot 1214                                              | Continuatio Claromariscensis tot 1214                                              | Continuatio Claromariscensis tot 1214                                              | Continuatio Claromariscensis tot 1214                                              |                         |                         |                         |                         |  |  |  |  |  |  |  |  |  |  |  |  |  |  |  |  |  |  |  |  |  |  |  |  |  |  |
| |                    |                    |                    |                                                                          |                                                                          |                                                                          |                                                                          |                                                                             |                                                                             |                                                                             |                                                                             |                                                                             |                                                                             |                                                                            |                                                                            |                                                                            |                                                                            |                                                                        |                                                                        |                                                                        |                                                                        |                                         |                                         |                                         |                                         |                            |                            |                                                                                    |                                                                                    |                                                                                    |                                                                                    |                                                                                    |                                                                                    |                         |                         |                         |                         |  |  |  |  |  |  |  |  |  |  |  |  |  |  |  |  |  |  |  |  |  |  |  |  |  |  |
| |                    |                    |                    |                                                                          |                                                                          |                                                                          |                                                                          |                                                                             |                                                                             |                                                                             |                                                                             |                                                                             |                                                                             |                                                                            |                                                                            |                                                                            |                                                                            |                                                                        |                                                                        |                                                                        |                                                                        |                                         |                                         |                                         |                                         |                            |                            |                                                                                    |                                                                                    |                                                                                    |                                                                                    |                                                                                    |                                                                                    |                         |                         |                         |                         |  |  |  |  |  |  |  |  |  |  |  |  |  |  |  |  |  |  |  |  |  |  |  |  |  |  |
| |                    |                    |                    |                                                                          |                                                                          |                                                                          |                                                                          |                                                                             |                                                                             |                                                                             |                                                                             | (ingekorte Flandria Generosa B c. 1210; verloren)                           | (ingekorte Flandria Generosa B c. 1210; verloren)                           | (ingekorte Flandria Generosa B c. 1210; verloren)                          | (ingekorte Flandria Generosa B c. 1210; verloren)                          | (ingekorte Flandria Generosa B c. 1210; verloren)                          | (ingekorte Flandria Generosa B c. 1210; verloren)                          |                                                                        |                                                                        | Brussel KB 6410 tot 1164 kopie 15e eeuw                                | Brussel KB 6410 tot 1164 kopie 15e eeuw                                | Brussel KB 6410 tot 1164 kopie 15e eeuw | Brussel KB 6410 tot 1164 kopie 15e eeuw | Brussel KB 6410 tot 1164 kopie 15e eeuw | Brussel KB 6410 tot 1164 kopie 15e eeuw |                            |                            | Continuatio Claromariscensis tot 1329                                              | Continuatio Claromariscensis tot 1329                                              | Continuatio Claromariscensis tot 1329                                              | Continuatio Claromariscensis tot 1329                                              | Continuatio Claromariscensis tot 1329                                              | Continuatio Claromariscensis tot 1329                                              |                         |                         |                         |                         |  |  |  |  |  |  |  |  |  |  |  |  |  |  |  |  |  |  |  |  |  |  |  |  |  |  |
| |                    |                    |                    |                                                                          |                                                                          |                                                                          |                                                                          |                                                                             |                                                                             |                                                                             |                                                                             | (ingekorte Flandria Generosa B c. 1210; verloren)                           | (ingekorte Flandria Generosa B c. 1210; verloren)                           | (ingekorte Flandria Generosa B c. 1210; verloren)                          | (ingekorte Flandria Generosa B c. 1210; verloren)                          | (ingekorte Flandria Generosa B c. 1210; verloren)                          | (ingekorte Flandria Generosa B c. 1210; verloren)                          |                                                                        |                                                                        | Brussel KB 6410 tot 1164 kopie 15e eeuw                                | Brussel KB 6410 tot 1164 kopie 15e eeuw                                | Brussel KB 6410 tot 1164 kopie 15e eeuw | Brussel KB 6410 tot 1164 kopie 15e eeuw | Brussel KB 6410 tot 1164 kopie 15e eeuw | Brussel KB 6410 tot 1164 kopie 15e eeuw |                            |                            | Continuatio Claromariscensis tot 1329                                              | Continuatio Claromariscensis tot 1329                                              | Continuatio Claromariscensis tot 1329                                              | Continuatio Claromariscensis tot 1329                                              | Continuatio Claromariscensis tot 1329                                              | Continuatio Claromariscensis tot 1329                                              |                         |                         |                         |                         |  |  |  |  |  |  |  |  |  |  |  |  |  |  |  |  |  |  |  |  |  |  |  |  |  |  |
| |                    |                    |                    |                                                                          |                                                                          |                                                                          |                                                                          |                                                                             |                                                                             |                                                                             |                                                                             |                                                                             |                                                                             |                                                                            |                                                                            |                                                                            |                                                                            |                                                                        |                                                                        |                                                                        |                                                                        |                                         |                                         |                                         |                                         |                            |                            |                                                                                    |                                                                                    |                                                                                    |                                                                                    |                                                                                    |                                                                                    |                         |                         |                         |                         |  |  |  |  |  |  |  |  |  |  |  |  |  |  |  |  |  |  |  |  |  |  |  |  |  |  |
| |                    |                    |                    |                                                                          |                                                                          |                                                                          |                                                                          | Li générations... contes de Flandres Parijs BnF fr. 12203 vertaling c. 1225 | Li générations... contes de Flandres Parijs BnF fr. 12203 vertaling c. 1225 | Li générations... contes de Flandres Parijs BnF fr. 12203 vertaling c. 1225 | Li générations... contes de Flandres Parijs BnF fr. 12203 vertaling c. 1225 | Li générations... contes de Flandres Parijs BnF fr. 12203 vertaling c. 1225 | Li générations... contes de Flandres Parijs BnF fr. 12203 vertaling c. 1225 |                                                                            |                                                                            | Li générations... comtes de Flandres Brussel KB 9568 vertaling c. 1350     | Li générations... comtes de Flandres Brussel KB 9568 vertaling c. 1350     | Li générations... comtes de Flandres Brussel KB 9568 vertaling c. 1350 | Li générations... comtes de Flandres Brussel KB 9568 vertaling c. 1350 | Li générations... comtes de Flandres Brussel KB 9568 vertaling c. 1350 | Li générations... comtes de Flandres Brussel KB 9568 vertaling c. 1350 |                                         |                                         |                                         |                                         |                            |                            |                                                                                    |                                                                                    |                                                                                    |                                                                                    |                                                                                    |                                                                                    |                         |                         |                         |                         |  |  |  |  |  |  |  |  |  |  |  |  |  |  |  |  |  |  |  |  |  |  |  |  |  |  |
| |                    |                    |                    |                                                                          |                                                                          |                                                                          |                                                                          | Li générations... contes de Flandres Parijs BnF fr. 12203 vertaling c. 1225 | Li générations... contes de Flandres Parijs BnF fr. 12203 vertaling c. 1225 | Li générations... contes de Flandres Parijs BnF fr. 12203 vertaling c. 1225 | Li générations... contes de Flandres Parijs BnF fr. 12203 vertaling c. 1225 | Li générations... contes de Flandres Parijs BnF fr. 12203 vertaling c. 1225 | Li générations... contes de Flandres Parijs BnF fr. 12203 vertaling c. 1225 |                                                                            |                                                                            | Li générations... comtes de Flandres Brussel KB 9568 vertaling c. 1350     | Li générations... comtes de Flandres Brussel KB 9568 vertaling c. 1350     | Li générations... comtes de Flandres Brussel KB 9568 vertaling c. 1350 | Li générations... comtes de Flandres Brussel KB 9568 vertaling c. 1350 | Li générations... comtes de Flandres Brussel KB 9568 vertaling c. 1350 | Li générations... comtes de Flandres Brussel KB 9568 vertaling c. 1350 |                                         |                                         |                                         |                                         |                            |                            |                                                                                    |                                                                                    |                                                                                    |                                                                                    |                                                                                    |                                                                                    |                         |                         |                         |                         |  |  |  |  |  |  |  |  |  |  |  |  |  |  |  |  |  |  |  |  |  |  |  |  |  |  |
| |                    |                    |                    |                                                                          |                                                                          |                                                                          |                                                                          |                                                                             |                                                                             |                                                                             |                                                                             |                                                                             |                                                                             |                                                                            |                                                                            |                                                                            |                                                                            |                                                                        |                                                                        |                                                                        |                                                                        |                                         |                                         |                                         |                                         |                            |                            |                                                                                    |                                                                                    |                                                                                    |                                                                                    |                                                                                    |                                                                                    |                         |                         |                         |                         |  |  |  |  |  |  |  |  |  |  |  |  |  |  |  |  |  |  |  |  |  |  |  |  |  |  |
| |                    |                    |                    | Chronique de Flandre tot 1128; andere bronnen tot 1342 c. 1350 St-Omaars | Chronique de Flandre tot 1128; andere bronnen tot 1342 c. 1350 St-Omaars | Chronique de Flandre tot 1128; andere bronnen tot 1342 c. 1350 St-Omaars | Chronique de Flandre tot 1128; andere bronnen tot 1342 c. 1350 St-Omaars | Chronique de Flandre tot 1128; andere bronnen tot 1342 c. 1350 St-Omaars    | Chronique de Flandre tot 1128; andere bronnen tot 1342 c. 1350 St-Omaars    |                                                                             |                                                                             | Rijmkroniek van Vlaanderen tot 1329; andere bronnen tot 1404; c. 1410 Gent  | Rijmkroniek van Vlaanderen tot 1329; andere bronnen tot 1404; c. 1410 Gent  | Rijmkroniek van Vlaanderen tot 1329; andere bronnen tot 1404; c. 1410 Gent | Rijmkroniek van Vlaanderen tot 1329; andere bronnen tot 1404; c. 1410 Gent | Rijmkroniek van Vlaanderen tot 1329; andere bronnen tot 1404; c. 1410 Gent | Rijmkroniek van Vlaanderen tot 1329; andere bronnen tot 1404; c. 1410 Gent |                                                                        |                                                                        |                                                                        |                                                                        |                                         |                                         |                                         |                                         |                            |                            | Flandria Generosa C Catalogus et chronica... comitum Flandriae tot 1411/23; Brugge | Flandria Generosa C Catalogus et chronica... comitum Flandriae tot 1411/23; Brugge | Flandria Generosa C Catalogus et chronica... comitum Flandriae tot 1411/23; Brugge | Flandria Generosa C Catalogus et chronica... comitum Flandriae tot 1411/23; Brugge | Flandria Generosa C Catalogus et chronica... comitum Flandriae tot 1411/23; Brugge | Flandria Generosa C Catalogus et chronica... comitum Flandriae tot 1411/23; Brugge |                         |                         |                         |                         |  |  |  |  |  |  |  |  |  |  |  |  |  |  |  |  |  |  |  |  |  |  |  |  |  |  |

### Chronica Flandriae(handschrift 6410)
Rond het jaar 1200 werd het handschrift Brussel KB 6410 vervaardigd, getiteld Chronica Flandriae, dat ter onderscheiding Flandria Generosa B wordt genoemd. Dit is het enige bekende Latijnse handschrift dat van Flandria Generosa B bewaard is gebleven. De schrijver heeft Flandria Generosa A als basistekst gebruikt en daaraan heel wat informatie toegevoegd – met name over de moord op Karel de Goede en de daaropvolgende Vlaamse successieoorlog (1127–1128) – uit andere bronnen die bijna allemaal bekend zijn. De precieze datering van handschrift 6410 is omstreden; volgens Ludwig Bethmann (1849) moest het zijn geschreven vóór 1193, omdat Andreas van Marchiennes tekst uit dit handschrift zou hebben gebruikt voor zijn kroniek. Veronique Lambert (1988) wierp tegen dat het net zo goed andersom kon zijn: dat de samensteller van handschrift 6410 de kroniek van Andreas als bron had gebruikt en dus later dan hem schreef. Het enige dat zeker is, is dat in de eerst helft van de 13e eeuw of halverwege de 13e eeuw zich uit de B-tekst van 6410 de Oudfranse kroniektraditie ontwikkelde, bekend onder de naam Ancienne Chronique de Flandre. Deze Flandria Generosa B-tak evolueerde in verschillende richtingen tot in de 15e eeuw en beïnvloedde ook nog andere Middelnederlandse geschriften, waaronder de Rijmkroniek van Vlaanderen in het Comburgse handschrift.

### Li générations, li parole et li lignie de le lignie des contes de Flandres
Circa 1225–1250 ontstond de Oudfranse kroniek getiteld Li générations, li parole et li lignie de le lignie des contes de Flandres (of comtes volgens handschrift 9568). Deze wordt ook wel Ancienne Chronique de Flandre genoemd, niet te verwarren met de latere Chronique de Flandre van circa 1350. Er zijn vier handschriften bekend van deze kroniek: Parijs BN fr. 12203 (1e helft 13e eeuw), Brussel KB 9568 (midden 14e eeuw), Den Haag KB 71D5 (18e eeuw, een kopie van 9568) en Gent UB G 6077 (19e eeuw, een kopie van 12203). Lambert toonde aan dat de Parijse en Brusselse handschriften twee van elkaar onafhankelijk ontstane vertalingen waren vanuit een verloren gegaan handschrift dat een verkorting van de Latijnse tekst van handschrift 6410 moet hebben bevat, want ze lieten precies dezelfde stukken tekst weg en vertaalden de rest in hele andere Oudfranse bewoordingen.

### Chronique de Flandre
Het eerste deel van de 14e-eeuwse Chronique de Flandre, betreffende de jaren 792 tot 1128, is een ingekorte versie van Li générations, li parole et li lignie de le lignie des contes de Flandres. Voor de jaren 1128 tot 1342, evenals bij latere voortzettingen, wordt van geheel andere bronnen gebruik gemaakt die los staan van de teksttraditie Flandria Generosa B. Het tweede deel is dan ook niet zozeer een "kroniek van Vlaanderen" (en verhaalt niet echt les gestes des Flamens et de leurs guerres, "de daden van de Vlamingen en hun oorlogen", zoals de auteur beweert), maar een kroniek van Frankrijk. Daarin spelen de Franse en Engelse koningen de hoofdrol en wordt Vlaanderen slechts zijdelings genoemd als het in oorlog of bondgenootschap met de koningen van Engeland of Frankrijk terecht komt.

## Flandria GenerosaC

### Latijnse C-handschriften
De Catalogus et chronica principum et comitum Flandriae, kortweg de Catalogus, geldt als de stamouder van de Flandria Generosa C-traditie. Het is een voortzetting en grondige herschrijving van de Clairmaraiscontinuatie (Continuatio Claromariscensis). Er zijn negen tot twaalf handschriften van de Catalogus bewaard gebleven, die allemaal dateren uit de tweede helft van de 15e eeuw. 
De handschriften van de Catalogus oftewel Flandria Generosa C lopen door tot 1423, hoewel de abrupte breuk van annalistische stijl in 1411 naar fragmentarische aanvullingen over grote gebeurtenissen tussen 1415 en 1423 (in sommige handschriften nog verder) suggereert dat de originele tekst van de Catalogus eindigde in 1411.

### Middelnederlandse C-handschriften
De tekst van de Catalogus vormde de basis voor bewerkte vertalingen in het Middelnederlands, die de eerste prozakronieken van Vlaanderen opleverden. In 2014 stelden onderzoekers Dumolyn, Oosterman, Snijders & Villerius (2014) en daarna Lisa Demets (2016) voor om alle Middelnederlandse C-handschriften Excellende Cronike van Vlaenderen te noemen, waar eerdere onderzoekers die naam alleen voor een subgroep van manuscripten gebruikten of alleen voor de onder die titel gedrukte uitgave van Willem Vorsterman (1531).

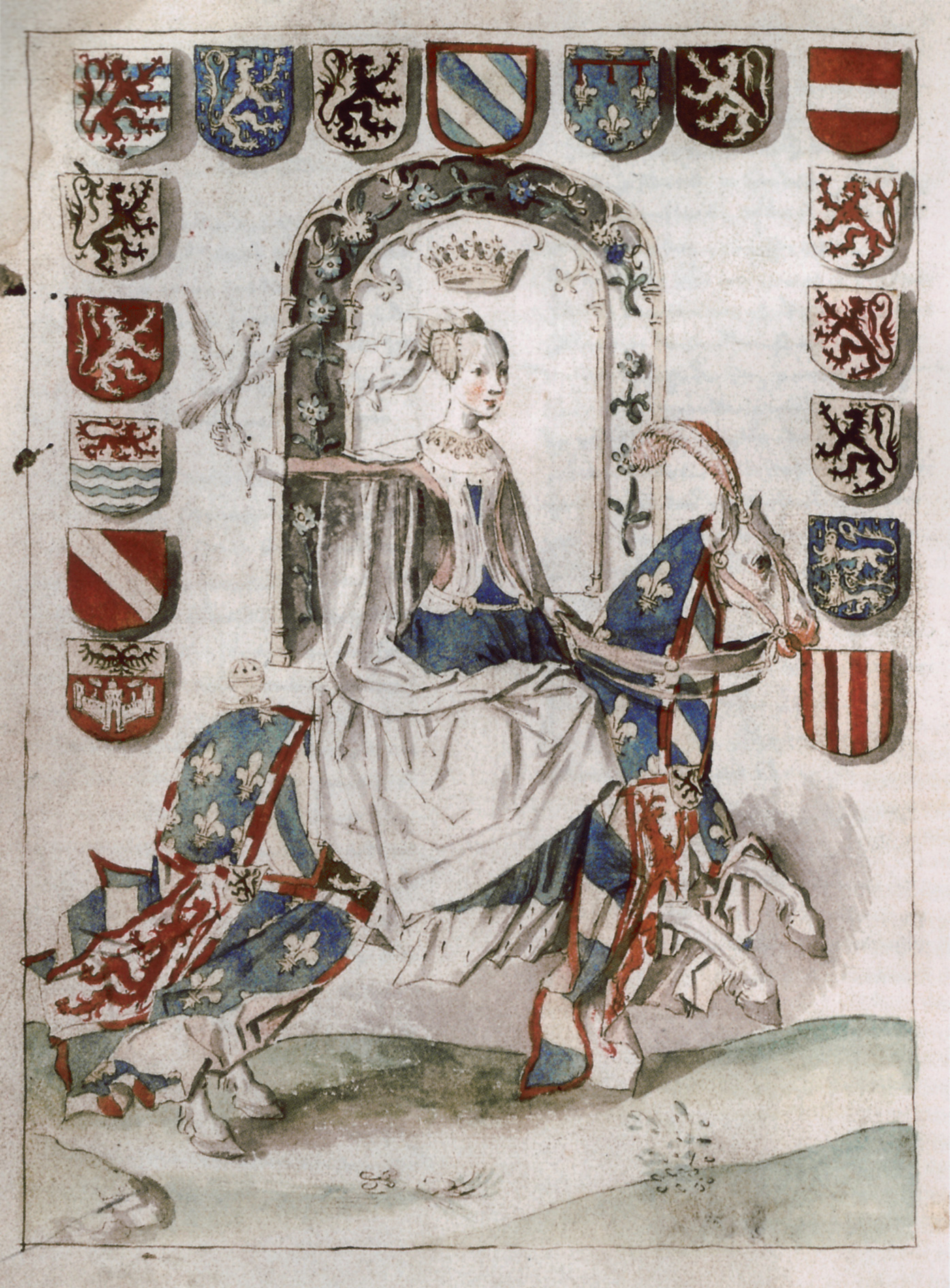
Maria van Bourgondië in de Excellente Cronyke van Vlaenderen (handschrift 437 Stadsbibliotheek Brugge) fol 361v. (c.1490)

Anno 2016 waren er volgens Lisa Demets 19 Middelnederlandse C-handschriften bekend (die zij en Dumolyn et al. allemaal als Excellente Cronike-handschriften beschouwden), daterend tussen 1480 en 1550:
1. Brugge, Stadsbibliotheek, 436[28][29]
2. Brugge, Stadsbibliotheek, 437[28][30]
3. Brussel, K.B., 7384[31]
4. Brussel, K.B., 18002[32]
5. Brussel, K.B., 19562[33]
6. Brussel, K.B., 21888[34][35]
7. Brussel, K.B., 13073–74[36]
8. Brussel, K.B., 18280–83[37]
9. Brussel, K.B., II 1934[38]
10. Brussel, K.B., II 2312[34][39]
11. Brussel, K.B., IV 579[40]
12. Brussel, K.B., Fonds Goethals, G 136[41]
13. Douai, Bibliothèque municipale, 1100[28][42]
14. Gent, Universiteitsbibliotheek, 433[43]
15. Gent, Universiteitsbibliotheek, 590;[43] volgens eerdere onderzoekers behoort dit handschrift niet tot de Excellente Cronike-traditie, maar een zelfstandige tak.[44]
16. Gent, Universiteitsbibliotheek, G 6181;[43] de kroniek van (pseudo-)Jan van Dixmude,[45] die volgens andere onderzoekers niet tot de Excellente Cronike-traditie behoort, maar een zelfstandige tak is.[44]
17. New York, Pierpont Morgan Library, 435[34][42]
18. Parijs, Bibliothèque nationale de France, Néerlandais 106[46]
19. Den Haag, K.B., 132 A 13[34][47]

Verder is er de gedrukte versie van Willem Vorsterman te Antwerpen in 1531.
Demets (2016) rekende Brussel, K.B., 6074 ook tot de Excellente Cronike-handschriften, maar telde deze niet mee bij de 19 handschriften.
Eline Loncke (2007) identificeerde de volgende handschriften als eveneens nauw verwant aan de Excellente Cronike:
- Den Haag, K.B., 1084 B 15[34]
- Brussel, K.B., II 117[34]
- Brussel, K.B., II 149[34]

### Indeling van de Middelnederlandse C-handschriften
19e-eeuwse onderzoekers zoals Lambin, Serrure, Blommaert en De Smet (1839–1856) en later Victor Fris (1899) verdeelden deze Middelnederlandse C-handschriften in drie tradities:
- handschrift G 6181 Universiteitsbibliotheek Gent, bekend als de "kroniek van (pseudo-)Jan van Dixmude" tot 1436. De naam "Jan van Dixmude" werd eerder door Lambin (1839) ten onrechte toegeschreven aan een monnik uit Ieper rond 1440, maar naar alle waarschijnlijkheid was hij een auteur/kopiist uit Gent rond 1510–1520.[53] Er is korte voortzetting tot 1440 bekend, uitgegeven door De Smet (1837), maar het handschrift is daarna verloren gegaan[54] tijdens de verwoesting van Ieper in de Eerste Wereldoorlog.[52]
- handschrift 590 Universiteitsbibliotheek Gent tot 1467, in 1839/40 door Serrure en Blommaert uitgegeven onder de naam Kronijk van Vlaenderen.
- handschriften van de Excellente Cronike van Vlaenderen, met een aanvulling tot 1482, plus de Vorsterman-druk van 1531 met een aanvulling tot 1514.

| Indeling handschriften van de Excellente Cronike van Vlaenderen (Dumolyn et al. 2014 en Demets 2016)                               | Indeling handschriften van de Excellente Cronike van Vlaenderen (Dumolyn et al. 2014 en Demets 2016) | Indeling handschriften van de Excellente Cronike van Vlaenderen (Dumolyn et al. 2014 en Demets 2016)                                   |
| Cluster Brugge | Cluster Gent                                                                                         | Overige |
| --- | --- | --- |
| - Brugge 436 - Brugge 437 - Den Haag 132A13 - Douai 1100 - Brussel 13073–74 - New York 435 - Parijs Néerl. 106 - (Vorsterman 1531) | - Gent 433 - Gent 590 - Gent G 6181 - Brussel 19562 - Brussel IV 579                                 | - Brussel 7384 - Brussel 18002 - Brussel 21888 - Brussel 18280–83 - Brussel II 1934 - Brussel II 2312 - Brussel G 136 - (Brussel 6074) |

Tot aan 2014 hebben onderzoekers, archieven, literatuurlijsten enzovoorts deze driedeling gevolgd, hoewel het bewijs voor deze groepering niet bijzonder sterk was. Dumolyn, Oosterman, Snijders & Villerius (2014) en daarna Lisa Demets (2016) bekritiseerden de indeling van de 19e-eeuwse onderzoekers, met name wat betreft de Excellente Cronike-tak, die zich niet zo makkelijk taxonomisch laat indelen volgens een conventionele stemma codicum zoals ontwikkeld door Karl Lachmann (1793–1851). De inhoud en onderlinge beïnvloeding van deze laatmiddeleeuwse handschriften was volgens Dumolyn et al. en Demets namelijk bij nader inzien behoorlijk fluïde gebleken en werd steeds aangepast aan lokale, familiale of persoonlijke omstandigheden of ideologieën. Onderlinge verwantschappen zijn daarom moeilijk aan te tonen, laat staan te visualiseren in een hiërarchische ordening.
Dumolyn et al. poneerden in plaats daarvan stedelijke 'takken' of 'families', waaronder een 'Brugge-tak' (Douai 1100; Brugge 436 en 437; Brussel 13073–84; New York 435; Den Haag 132A13, Parijs Néerl. 106) en een 'Gent-tak' (Gent G 6181, Gent 433, Gent 590, Brussel 19562 en IV 579), terwijl zij drie overige handschriften 'een meer algemeen "Vlaams" perspectief' toeschreven (Brussel 21880, 18002 en Brussel II 1934; de laatste identificeerden ze met Oudenaarde/Ename). Demets (2016) bouwde voort op deze nieuwe groepering en noemde ze 'clusters', waarbij ze ongeveer dezelfde 7 Brugse en 5 Gentse handschriften identificeerde en een extra aantal overige handschriften.
Een belangrijk probleem is dat al het overgeleverde bewijsmateriaal na het jaar 1450 is geproduceerd. Ann Kelders (1990) dateerde zelfs alle Latijnse handschriften van het type Flandria Generosa C na het jaar 1470. Lisa Demets (2016) voegde daaraan toe dat alle overgeleverde Middelnederlandse C-handschriften uit de jaren 1480 of later stamden. Opmerkelijk genoeg is het oudst bewaarde handschrift, uit 1452, geschreven in het Italiaans, onder de titel Cronache de singniori di Fiandra. Taalkundig gezien is het waarschijnlijk vertaald vanuit een Latijns handschrift dat erg lijkt op de Catalogus en vervolgens voortgezet tot het jaar 1440; daarmee zou het ouder zijn dan de kroniek van Jan van Dixmude. Verder stelde Demets vast dat 'er net zoveel variaties zijn in de vroege secties van de Excellente Cronike als er zijn in de vijftiende-eeuwse delen, wat aangeeft dat verschillende schrijvers aparte vertalingen maakten van verscheidene Latijnse handschriften op talloze momenten.'